# Юкачев Микола Вікторович
Микола Вікторович Юкачев (3 грудня 1956, Ниртинський, Кукморський район, Татарська АРСР, РРФСР, СРСР — 3 жовтня 2009, Казань, Республіка Татарстан, Російська Федерація) — радянський і російський татарський актор. Заслужений артист Республіки Татарстан (1996).

## Життєпис
Микола Вікторович Юкачев народився 3 грудня 1956 року в селищі Ниртинського радгоспу Кукморський району Татарської АРСР. Мати Катерина Юкачева — удмуртка, батько Віктор Таріко — українець. Ріс у змішаному мовному середовищі, з дитинства знав татарську мову.
Закінчивши школу в рідному селі, в 1974 році приїхав в Казань і поступив до Казанського театрального училища на курс Марселя Салімжанова, причому в татарську групу, через те, що російської на той момент ще не було. Після закінчення першого курсу пройшов військову службу, пробув три роки на флоті. Після повернення до навчання був зарахований на другий курс, де познайомився з однокурсницею Раушанією Хафізовою, з якою надалі одружився, прийнявши іслам. Через проблеми зі здоров'ям довгий час вона не могла завагітніти, але через деякий час народила дочку Світлану, проте більше дітей мати не могла.
Після закінчення училища, в 1981 році разом з дружиною за направленням вступив до Альметьєвського татарського державного драматичного театру, однак там їх кар'єри не склалися, а в 1983 році на запрошення Салімжанова подружжя Юкачевих повернулося до Казані та увійшло до складу трупи Татарського державного академічного театру імені Г. Камала. Спочатку грав разом з дружиною парні ролі. З віком перейшов до комічних образів. Докладав великих зусиль для творчої реалізації своєї дружини, однак у нього самого було менше ролей.
Як талановитий артист, що володіє природністю, щирістю і музикальністю, швидко завоював любов глядача. Відомий як характерний актор, чарівний, який вмів створювати життєво достовірні й точні образи як в молодих, так і у вікових ролях. Був першим і єдиним російським актором в татарському театрі, прекрасно володів татарською мовою, на якій говорив інколи краще багатьох татар, і навіть зовні був схожий на татарина.
Серед значних ролей — Хасан («Зульфія» К. Амірова), Закір («Нещасний юнак» Г. Камала), Єгор («Конокрад»), Іван («Ми йдемо, ви залишаєтеся», Амур («Чотири наречені Діляфруз» Т. Міннулліна), Фізат («Хасан — чоловік Ляйсан» Ю. Сафіуліна), Мельник («Три аршини землі» А. Гілязова), Ірек («Спадщина» Г. Каюмова), Бічура («Бічура»), Мубарак («Казанські хлопці», «Знову казанські хлопці»), Діоген («баскетболіст» М. Гілязова), Саматов («Хвилі під льодом» А. Рахманкулова, Ільтабан («Рудий насмішник і його чорнява красуня» Н. Ісанбета), Гумер («Розлучення по-татарськи» Х. Вахіта), Шаталов («Німа Зозуля»), Закі («Летюча тарілка» З. Хакіма), Мишка («Блакитна шаль» К. Тінчуріна), Гурій («Як зірки в небі» по М. Горькому), Белярдо («Вчитель танців» Л. де Вега), Кадир («Лікар мимоволі» Т. Жуженоглу).
|                           | Це дуже важко було — вибрати лише одну виставу, лише одну роль. Я і Заки свого з «Летючої тарілки» люблю, просто купаюся в ролі. І «Нещасного юнака», де в мене роль зовсім іншого плану… Але так вийшло, що вдаються мені ролі п'яниць. Глядачі, напевно, думають, що я і в житті п'є. Це не так. Я ніколи не був п'ючим, я був, як би точніше сформулювати, тим що зривається… Але вже дванадцять років виповнилося, як кинув пити. І одинадцять місяців як курити перестав. Дуже задоволений! Шкодую навіть зараз, що витрачав час на шкідливі звички. Краще б англійську мову вчив — знаєте, як некомфортно мені було без мови на гастролях Камалівського театру в Лондоні? |
| — Микола Юкачев 2007 рік, | |

Микола Вікторович Юкачев помер 3 жовтня 2009 року в Казані у віці 52 років після важкої хвороби. У 2005 році переніс інфаркт і операцію аортокоронарного шунтування, а незадовго до смерті планував звернутися до хоспісу, лікарі давали всього два-три місяці життя. У шлюбі з дружиною прожив 29 років, мав дачу в Студенцях, сам побудував будинок і баню, захоплювався городництвом. Похований був поруч з матір'ю на кладовищі в рідному селі.

## Нагорода
- Почесне звання «Заслужений артист Республіки Татарстан[tt]» (1996 рік)[17][13].